# Лола (Гвинея)
Лола (на френски: Lola) е град в Южна Гвинея, регион Нзерекоре. Административен център на префектура Лола. Населението на града през 2014 година е 48 858 души.